# أندريا كالارد
أندريا كالارد (بالإنجليزية: Andrea Callard)‏ هي رسامة أمريكية، ولدت في 1950.